# Habitatge al carrer Bisbe Vilanova, 16 (Olot)
L'habitatge al carrer Bisbe Vilanova, 16 és una obra d'Olot (Garrotxa) inclosa a l'Inventari del Patrimoni Arquitectònic de Catalunya.

## Descripció
És una casa entre mitgeres que disposa de planta baixa i dos pisos superiors al qual s'afegí un pis superior. Els dos primers pisos disposen d'àmplies balconades sostingudes per mènsules decorades amb fulles d'acant i un fris d'estuc blanc. Els balcons estan emmarcats per decoració feta amb estuc formant motius vegetals i escuts llisos.
A cada costat de la casa hi ha una franja vertical amb decoracions geomètriques ondulades. El vestíbul de l'entrada està decorada amb un alt sòcol fet de rajoles vidriades amb motius florals, predominant els verds, blaus i grocs. Té dos arcs de mig punt que el separen de l'escala.

## Història
L'eixample és un projecte promogut per Manuel Malagrida, olotí enriquit a Amèrica, que va encarregar a l'arquitecte J. Roca i Pinet l'elaboració d'una ciutat-jardí, amb zones verdes i xalets unifamiliars. A partir del passeig de Barcelona i del riu Fluvià, dibuixà una disposició radiocèntrica de carrers amb dos focus, la plaça d'Espanya i la d'Amèrica, unides pel pont de Colom. Així es planejà també el carrer Vilanova, amb cases unifamiliars de poca alçada i amb jardí, que tot i no tenir les pretensions de les situades en ple eixample, tindran elements arquitectònics i decoratius molt notables.